# Samuel Washington Woodhouse

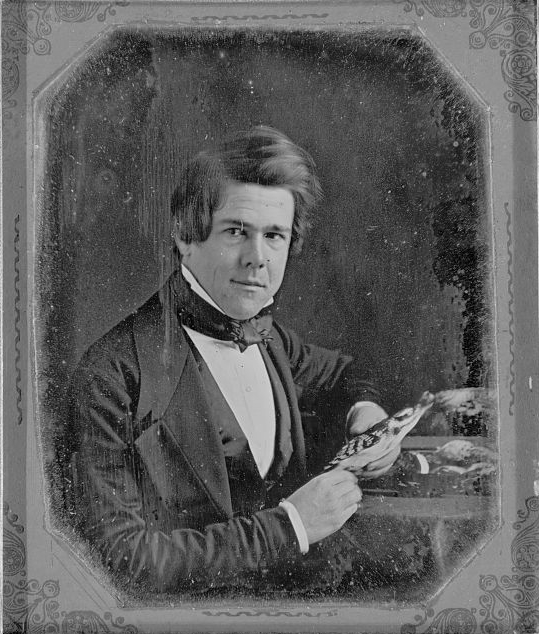
Samuel Washington Woodhouse

Samuel Washington Woodhouse (Filadélfia, EUA, 27 de junho de 1821 – Filadelfia, 23 de outubro de 1904) foi um médico e ornitologista norte-americano.